# Artoria pinnata
Espèce
Artoria pinnata est une espèce d'araignées aranéomorphes de la famille des Lycosidae.

## Distribution
Cette espèce est endémique du Goldfields-Esperance en Australie-Occidentale,. Elle se rencontre du parc national du cap Arid au parc national de la chaîne de Stirling.

## Description
Le mâle holotype mesure 4,32 mm et la femelle paratype 3,74 mm, les mâles mesurent de 3,51 à 4,82 mm et les femelles de 3,38 à 4,58 mm.

## Systématique et taxinomie
Cette espèce a été décrite par do Prado, Baptista et Framenau en 2024.

## Publication originale
- do Prado, Baptista & Framenau, 2024 : « Taxonomy of the wolf spider genus Artoria in Western Australia (Araneae, Lycosidae, Artoriinae). » Zootaxa, no 5547(1), p. 1-81.